# Chaceon erytheiae
Chaceon erytheiae är en kräftdjursart som först beskrevs av Enrique Macpherson 1984.  Chaceon erytheiae ingår i släktet Chaceon och familjen Geryonidae. Inga underarter finns listade i Catalogue of Life.